# Opération Booster Shot
L'opération Booster Shot est un programme d'aide rural lancé par les États-Unis d'Amérique au Royaume du Laos (1946 – 1975) en mars et avril 1958. Son objectif est d'influencer la paysannerie laotienne pour un vote durant les élections de l'assemblée nationale en faveur des politiciens favoris des États-Unis. Les dirigeants de l'opposition communiste du Pathet Lao sont emprisonnés par le gouvernement durant les élections. En raison du manque de routes au Laos, Booster Shot est une opération de livraison aéroportée. L'opération est appliquée un peu chaotiquement en raison du planning serré. Malgré le succès logistique, les élections se terminèrent par une victoire des candidats communistes opposés aux États-Unis.
Dans le cadre de ce programme, la Central Intelligence Agency (CIA) supporte la création du Comité pour la défense des intérêts nationaux (en) (ou CDIN) le 17 juin 1958, mouvement anti-communiste d'Extrême droite cofondé par le général major Phoumi Nosavan.